# Cultura de Cachemira
La cultura de Cachemira es una mezcla diversa y muy influida por las culturas india, persa y de Asia central. La cultura de Cachemira está fuertemente influenciada por el hinduismo, el budismo y más tarde por el islam. Dominada por la cultura hindú-budista en el pasado, Cachemira estuvo fuertemente influenciada por el Islam después de la afluencia musulmana en el Valle.

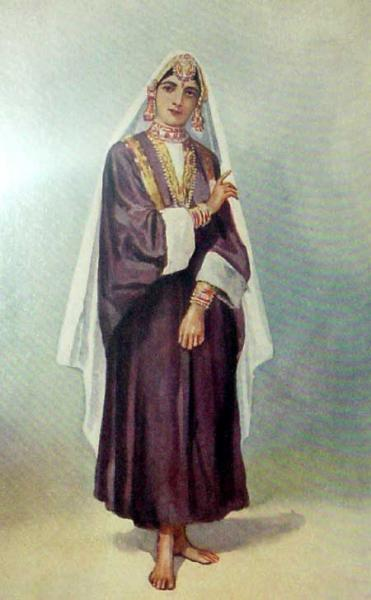
Mujer de Cachemira con atuendo tradicional de Cachemira

## Historia temprana

Estatua de esquisto de Shiva Mahadeva, en el norte de la India, Cachemira,, Museo de Arte de Cleveland.

El arte y la cultura védicos crecieron en Cachemira, y algunos de los primeros himnos védicos se compusieron en Cachemira. El Bharata Natya Shastra es notable como un antiguo tratado enciclopédico sobre las artes que ha influido en la danza, la música y las tradiciones literarias en la cultura india, originada en Cachemira. Patanjali del siglo II a. C. compiló su compendio sobre Yoga en Cachemira. También se dice que el Panchatantra se originó en Cachemira. En el momento en que el pali era el idioma principal de la literatura budista en el resto de la India, toda la literatura budista producida en Cachemira estaba en sánscrito. Las mujeres de Cachemira tienen un alto estatus en la sociedad, ya que Bilhana registra que las mujeres de Cachemira hablaban con fluidez el sánscrito y el pali. Kosh Shastra, un trabajo sobre la ciencia del sexo, segundo al Kama-sutra, fue desarrollado en Cachemira. Algunos de los principales textos que se originaron en Cachemira fueron Vigyan Bharaiv Tantra, Yoga Sutras, Sapndi Karkika, Tantra Loka Para-Trisika-Vivarana y muchos más.

## Cocina

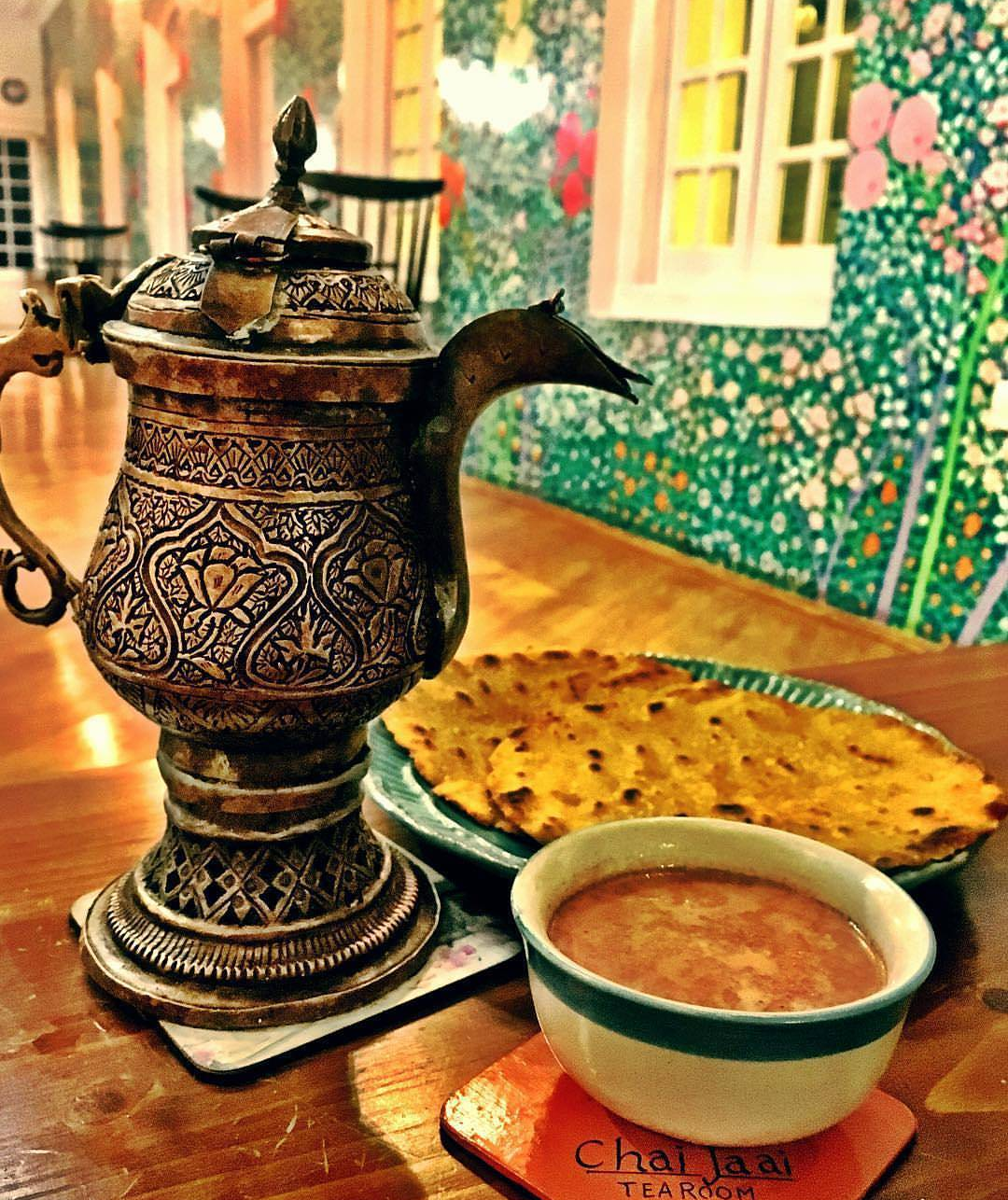
Noon Chai o Té Salado

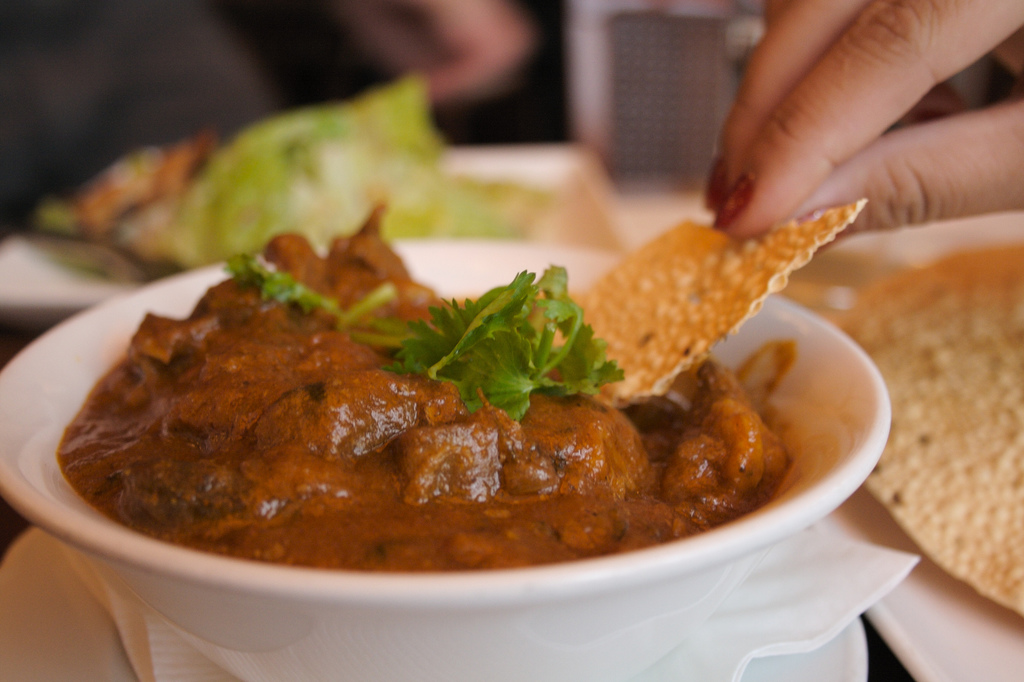
Rogan Josh

El arroz es el alimento básico de los habitantes de Cachemira y lo ha sido desde la antigüedad. La carne, junto con el arroz, es el alimento más popular en Cachemira. Los habitantes de Cachemira consumen carne con voracidad. A pesar de ser brahmanes, la mayoría de los hindúes de Cachemira comen carne. Las bebidas de Cachemira incluyen Noon Chai o Sheer Chai y Kahwah o Kehew.
El valle de Cachemira es conocido por su tradición panadera. Los panaderos venden varios tipos de panes con costras doradas cubiertas con semillas de sésamo y amapola. Tsot y tsochvor son pequeños panes redondos cubiertos con semillas de amapola y sésamo, que son crujientes y hojaldrados, sheermal, baqerkhayn (hojaldre), lavas (pan sin levadura) y kulcha también son populares. Se sirven girdas y lavas con mantequilla. El panadero de Cachemira tiene un lugar especial en la cocina de Cachemira. Es similar a un naan redondo en apariencia, pero crujiente y en capas, y espolvoreado con semillas de sésamo. Por lo general, se consume caliente durante el desayuno.

## Festivales

### Hindúes de Cachemira
Los festivales principales de los hindúes de Cachemira incluyen:
- Herath (Shivaratri)
- Khetchmaavas
- Navreh
- Zyeth Atham
- Tiky Tsoram
- Pann
- Gaad Batt

### Musulmanes de Cachemira
Los festivales principales de los musulmanes de Cachemira incluyen:
- Eid al-Adha
- Eid al-Fitr
- Shab-e-barat
- Shab-e-Mehraj
- Eid-e-Meelad

## Lenguaje y literatura
Cachemir o Koshur (Inglés  /kəːʃur/; कॉशुर), es un idioma del subgrupo Dardic de idiomas indo-arios, hablado por alrededor de 7 millones de habitantes de Cachemira, principalmente en el territorio indio de Jammu y Cachemira. También hay oradores en partes del vecino territorio pakistaní de Azad Cachemira.
Los idiomas oficiales de Jammu y Cachemira son cachemir, dogri, hindi-urdu e inglés. El cachemira es reconocido como un idioma regional en el estado y también se encuentra entre los 22 idiomas programados de la India.
Cachemir ha dividido la ergatividad y el inusual orden de palabras del segundo verbo.
Aunque Cachemir se escribió tradicionalmente en la escritura Sharada, no es de uso común hoy en día, excepto para las ceremonias religiosas de los Pandits de Cachemira.
Hoy en día está escrito en escritura persoárabe y devanagari (con algunas modificaciones).
La escritura persoárabe es reconocida como la escritura oficial de la lengua cachemira por el gobierno de Jammu y Cachemira y la Academia de Arte, Cultura e Idiomas de Jammu y Cachemira.
Hoy en día, la escritura persoárabe se ha asociado con los musulmanes de Cachemira, mientras que la escritura devanagari se ha asociado con la comunidad hindú de Cachemira.

## Música

### Historia temprana
El Bharata Natya Shastra es notable como un antiguo tratado enciclopédico sobre las artes que ha influido en la danza, la música y las tradiciones literarias en la India, originado en Cachemira.

### En la actualidad
La música de Cachemira incluye principalmente:
- Chakri
- Henzae
- Rouf o Wanwun
- Ladishah
- Sufiana Kalam (clásico de Cachemira)